# Ари Астер
Ари Астер (рођен 15. јула 1986) је амерички филмски стваралац. Након што је добио почетно признање за кратки филм „Чудна ствар са Џонсоновима“ (2011), постао је најпознатији по сценарију и режији филмова Наслеђено зло (2018), Средина лета (2019), Бо се боји (2023) и Едингтон (2025), које је све објавила издавачка кућа A24. Његови филмови су познати по узнемирујућој комбинацији хорора, црне комедије и приказа графичког насиља. Суоснивач је продукцијске куће Square Peg са данским продуцентом Ларсом Кнудсеном 2018. године.

## Филмографија

### Продуцент
| Година | Наслов на изворном језику | Продуцент | Реф.        |
| ------ | ------------------------- | --------- | ----------- |
| 2021   | Los Huesos                | Exec.     | [ 1 ]       |
| 2023   | Dream Scenario            | Да        | [ 2 ]       |
| 2023   | El Padre Bueno            | Exec.     |             |
| 2024   | Sasquatch Sunset          | Exec.     | [ 3 ]       |
| 2024   | Rumours                   | Exec.     |             |
| 2025   | Death of a Unicorn        | Exec.     | [ 4 ]       |
| 2025   | Bugonia                   | Да        | [ 5 ] [ 6 ] |
| TBA    | The Drama                 | Да        | [ 7 ]       |
| TBA    | Primetime                 | Exec.     | [ 8 ]       |
| TBA    | Antarctica                | Да        |             |
| TBA    | The Looming               | Exec.     | [ 9 ]       |
| TBA    | Hansel & Gretel           | Exec.     | [ 10 ]      |
| TBA    | Bushido                   | Да        | [ 11 ]      |

## Пријем
| Година | Филм          | Rotten Tomatoes                         | Metacritic        | Буџет      | Зарада       |
| ------ | ------------- | --------------------------------------- | ----------------- | ---------- | ------------ |
| 2018   | Наслеђено зло | 90% (8.4/10 просечна оцена) (383 оцена) | 87 (49 рецензија) | $10 милион | $87.8 милион |
| 2019   | Средина лета  | 83% (7.4/10 просечна оцена) (409 оцена) | 72 (54 рецензија) | $9 милион  | $48 милион   |
| 2023   | Бо се боји    | 68% (6.0/10 просечна оцена) (271 оцена) | 63 (51 рецензија) | $35 милион | $11 милион   |